# Varanus boehmei
Espèce
Statut de conservation UICN

 DD  : Données insuffisantes
Statut CITES
Varanus boehmei est une espèce de sauriens de la famille des Varanidae.

## Répartition
Cette espèce est endémique de la province de Papouasie occidentale en Indonésie.

## Description
Il a une queue préhensile et il passe le plus clair de sa vie dans les arbres. Il mesure environ 1 mètre de longueur.

## Étymologie
Cette espèce est nommée en l'honneur de Wolfgang Böhme.

## Publication originale
- Jacobs, 2003 : A further new emerald tree monitor lizard of the Varanus prasinus species group from Waigeo, West Irian (Squamata: Sauria: Varanidae). Salamandra, vol. 39, n. 2, p. 65-74 (texte intégral).